# Elephantomyia laetifica
Elephantomyia laetifica är en tvåvingeart som beskrevs av Alexander 1960. Elephantomyia laetifica ingår i släktet Elephantomyia och familjen småharkrankar. Inga underarter finns listade i Catalogue of Life.